# 黃焰
黃焰（？—1596年），號明寰，河南汝寧府商城縣人，明朝政治人物。

## 生平
萬曆十九年（1591年）辛卯科河南鄉試舉人。萬曆二十年（1592年），登壬辰科第三甲第九十九名進士，工部觀政，八月授浙江平湖知縣，拔舉施鳳來、毛應銓等人，满五載，擢吏部主事，未及任而卒。

## 家族
曾祖黃槐，生员；祖父黃科；父黃璉。